# آن الصافي
آن الصافي هي كاتبة وروائية وإعلامية ومهندسة سودانية. صَدر لها حتى الآن 8 إصدارات منها رواية «إنه هو».

## حياتها وسيرتها
ولدت آن عادل يس حاج الصافي، في السودان. وتقيم حاليًا بين مدينة أبو ظبي في الإمارات العربية المتحدة وكندا. درست وتخرجت في جامعة شرق البحر المتوسط في عام 1996 وحصلت على شهادة البكالوريوس في هندسة كمبيوتر. تعمل الصافي إعلاميةً، ومحاضرةً ومُدربةً في مجال الإدارة والتنمية البشرية. كما أنها من خريجي أكاديمية الشعر بأبو ظبي، الدفعة الخامسة. وتعمل الصافي أيضًا منسقةً ثقافيةً في اتحاد كتاب وأدباء الإمارات فرع أبو ظبي وهي عضو في مؤسسة بحر الثقافة بمدينة أبوظبي. لمدة سبع سنوات، عملت في شركة لونسينت للتكنولوجيا (Luncent Technologies) الأمريكية في مدينة أبو ظبي.
تكتب الصافي مقالات فكرية ثقافية عديدة والتي نُشرت في العديد من الصحف العربية والسودانية. كما نشرت مقالات ونصوص شعرية عديدة في الصحف السودانية منها «المحلق الثقافي» و«أنفاس الكلام» بجريدة الصحافة. وتكتب أيضًا في عمود «الكتابة للمستقبل» في صحيفة القصة السودانية. بالإضافة إلى هذا، فإن الصافي نشرت مقالات وأوراق في مجلة الهلال المصرية، وتكتب في باب شهري بعنوان «علوم وحروف» بمجلة الهلال الصغير الصادر عن دار الهلال للنشر، تكتب أيضًا مقالات «الكتابة للمستقل» في جريدة «الشعب» الجزائرية وفي المحلقة الثقافي لجريدة «الجزيرة» السعودية.
شاركت الصافي في العديد من المؤتمرات والندوات المتخصصة في مجال الأدب والثقافة في الوطن العربي وأفريقيا. فقد قدمت دراسات وأبحاث عديدة منها دراسة تحت عنوان «الإعلام الجديد والأزمات الثقافية.. تأثير الإعلام الجديد على شكيل الرأي العام» في مهرجان القرين الثقافي في دورته الخامسة والعشرون، عام 2019. وفي عام 2019، قدمت دراسة أخرى «التسامح ركيزة أساسية في مشروع الكتابة للمستقبل» التي قدمتها في ملتقى عيون الأدبي العربية والذي عقدته جمعية النحاج للتنمية الاجتماعية في المغرب.
أصدرت الصافي روايتها الأولى بعنوان «فُلك الغواية» في عام 2014. لتتوالى بعدها الإصدارات حيث نشرت حتى الآن ثمانِ روايات آخرها كانت رواية «خبز الغجر» الصادرة عن دار فضاءات للنشر والتوزيع عام 2020. وهي رواية تسلط الضوء على قضايا عديدة والتي تتعلف بالعلاقات بين المجتمعات المختلفة ثقافيٌا والمجتمع والاقتصاد كما تتطرق إلى أهمية التعايش السلمي والتسامح والتكافل.

## أعمالها
- فلك الغواية، دار فضاءات للنشر والتوزيع، 2014
- جميل نادوند، فضاءات للنشر والتوزيع، 2015
- توالي، دار فضاءات للنشر والتوزيع، 2015
- قافية الراوي، فضاءات للنشر والتوزيع، 2015
- كما روح، دار فضاءات للنشر والتوزيع، 2016
- إنه هو، ثقافة للنشر والتوزيع، 2017
- مِرهاة، دار فضاءات للنشر والتوزيع، 2018
- خبز الغجر، دار فضاءات للنشر والتوزيع، 2019

• “الكتابة للمستقبل – الجزء الأول”، 2016
• “الكتابة للمستقبل – الجزء الثاني”، 2017

## المشاركات
شاركت في العديد من الفعاليات بالحضور وتقديم أوراق منها:
• معرض أبوظبي الدولي للكتاب للأعوام (2012، 2013,2014، 2015,2016، 2017h)
• مؤسسة بحر الثقافة – أبوظبي للأعوام (2012، 2013,2014، 2015,2016، 2017)
• معرض أبوظبي الدولي للكتاب للأعوام (2012، 2013، 2014، 2015، 2016)
• معرض الخرطوم الدولي للكتاب عام 2014
• فعاليات اجتماعات المكتب الدائم للاتحاد العام للأدباء والكتاب العرب عامي 2014 و2015
• ملتقى دار فضاءات للنشر والتوزيع بالأردن عام 2014
• ملتقى السرد بالشارقة للأعوام عامي (2015 و2016)
• استضيفت يعدة ندوات باتحاد كتاب وأدباء الإمارات بفرعيه أبوظبي والشارقة عبر السنوات للأعوام (2012، 2013,2014، 2015,2016، 2017)
• تكريم لمجمل الأعمال الصادرة للكاتبة من قبل جريدة الرأي العام بالخرطوم السودان أبريل 2016
• ندوة أدبية بمركز بثينة خضر مكي للإبداع والتنوير والفنون بالخرطوم_السودان أغسطس 2016
• معرض البحرين الدولي للكتاب عام 2016
• محاضرة بصالون فاطمة العلياني بسلطنة عمان أكتوبر 2016
• محاضرة ة بمعرض القاهرة الدولي للكتاب عام 2017
• مؤتمر أبو ظبي الدولي للترجمة المصاحب لمعرض أبوظبي الدولي للكتاب للأعوام (2012، 2013,2014، 2015,2016، 2017)

## روابط خارجية
لقاء مع الكاتبه آن الصافي -قناة مرايا - سفيىات المعاني